# Eupithecia silenicolata
Eupithecia silenicolata là một loài bướm đêm trong họ Geometridae.